# Theodor Kliefoth

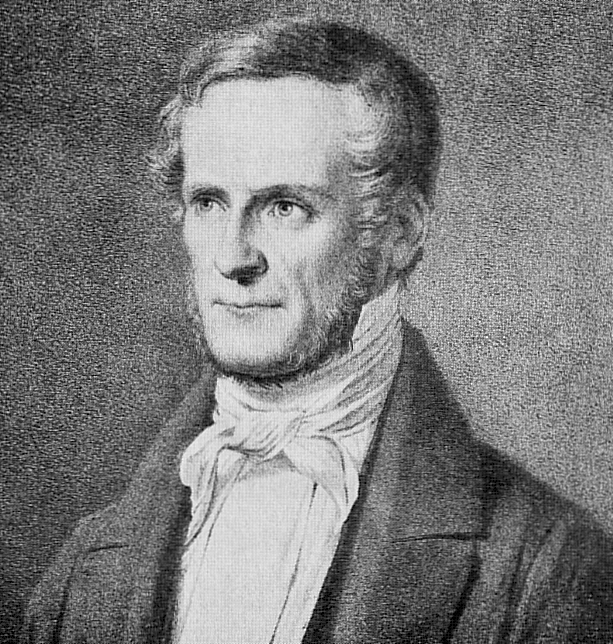
Theodor Kliefoth

Theodor Friedrich Dethlof Kliefoth (* 18. Januar 1810 in Körchow; † 26. Januar 1895 in Schwerin) war ein deutscher evangelischer Theologe und Kirchenreformer. Er gilt als der bedeutendste Vertreter des Neuluthertums in Norddeutschland und wichtigster Theologe der mecklenburgischen Kirchengeschichte. Kliefoth vertrat eine umfassende Neupositionierung des Luthertums, die auf einer Erneuerung von Gottesdienst, Theologie und Kirchenordnung aus dem Geist der Reformation aufbauen sollte.

## Leben
Theodor Kliefoth kam als ältester Sohn und erstes von zwölf Kindern des mecklenburgischen Pastors (späteren Superintendenten) Johann Kliefoth (1772–1869) zur Welt. Den ersten Schulunterricht hatte er mit seinem etwas jüngeren Bruder beim Vater. Dieser war ein nüchterner und strenger Lehrer. Großen Einfluss übte die Großmutter aus: Sie entstammte einer französischen Familie und übernahm wohl die ersten Unterrichtsstunden, so dass Kliefoth sehr gut französisch sprach. Von ihr wurden die Kliefoth’schen Kinder auch angehalten, körperlich zu arbeiten. So musste der Junge, der bis zu seinem 17. Lebensjahr im Vaterhaus blieb, den Pfarrgarten pflegen, ackern und Imkerei betreiben. Er selbst bezeichnete seine Kindheit später als glücklich und harmonisch. Ab 1826 besuchte er das Fridericianum Schwerin. Mit einem jüngeren Bruder bestand er Ostern 1829 die Abiturprüfung.
Ab 1829 studierte Kliefoth an der Friedrich-Wilhelms-Universität zu Berlin und ab 1830 an der Universität Rostock Evangelische Theologie. In seiner Rostocker Zeit schloss er sich dem stark von den Ideen des frühen Idealismus geprägten Corps Vandalia Rostock an. In Berlin war er von den Ideen Friedrich Schleiermachers, dessen Vorlesungen er besuchte, und Georg Wilhelm Friedrich Hegel fasziniert. Mit dem von ihm hoch geschätzten August Neander hatte er persönlich Kontakt. Auch während seines Studiums war er ein disziplinierter, ernsthaft und hart arbeitender Student, dem das lockere, studentische Leben nichts bedeutete. So legte er bereits während der Zeit in Rostock Sammlungen zur Dogmengeschichte an und suchte wissenschaftliche Anregung in einem gleichgesinnten Freundeskreis.

### Berufliche Anfänge
Kliefoths Ambitionen auf eine akademische Laufbahn wurden von seinem Vater nicht unterstützt. Deshalb musste er zu Ostern 1832 eine Hauslehrerstelle in einem adligen Haus in Mecklenburg annehmen. Aber schon im Januar 1833 wurde er zum Instructor des Prinzen Wilhelm zu Mecklenburg am Hof von Ludwigslust berufen. Die Stelle trat er am 1. Mai 1833 an. Zuvor hospitierte er am Seminar von Adolph Diesterweg in Berlin.
Hier verfasste Kliefoth seine erste veröffentlichte Arbeit „Welchen Nutzen darf sich der Seelsorger aus dem Studium der Dogmengeschichte versprechen?“ Sie erschien 1833 im „Kirchen- und Schulblatt für Mecklenburg“. Eine umfangreiche Abhandlung zum Standpunkt der lutherischen Dogmatik folgte kurz darauf. Praktische kirchenpolitische Wirkung hatte seine Arbeit von 1834 „Über Presbyterien in der Mecklenburgischen Landeskirche“. Kliefoth beschäftigten weiter Schriften von Schleiermacher, August Twesten und Karl Ludwig Nitzsch, zudem setzte er seine dogmengeschichtlichen Studien fort. 

### Aufenthalt in Dresden
Als Friedrich Franz (II.), damals noch Erbgroßherzog von Mecklenburg-Schwerin, 1837 an das Institut von Karl Justus Blochmann in Dresden zum Studium ging, begleitete ihn Kliefoth als Erzieher bis zum Jahr 1839. Dies war für ihn unter mehreren Gesichtspunkten zukunftsträchtig: Er kam dem späteren Landesfürsten freundschaftlich nahe, und die Voraussetzungen, in Dresden weitere Studien betreiben zu können, waren ausgezeichnet. Hier konnte er die „Einleitung in die Dogmengeschichte“ fertigstellen, die 1839 beim Hinstorff Verlag erschien. Im Oktober 1839 erwarb er an der Universität Rostock den philosophischen Doktortitel.
Obwohl Kliefoth noch kein kirchliches Amt bekleidete, wurde er schon 1835 von der Landesregierung Mecklenburgs mit der Anfertigung eines Gutachtens zur Umgestaltung und Verschärfung der theologischen Prüfungen beauftragt. Die Ergebnisse wurden erst 1844 in einer entsprechenden Verordnung umgesetzt. In dieser Arbeit hatte er auf die Mängel der Verfassung der Landeskirche hingewiesen. Auch die am 29. Dezember 1841 verabschiedete Synodalordnung trug Kliefoths Handschrift.

### Prediger in Ludwigslust

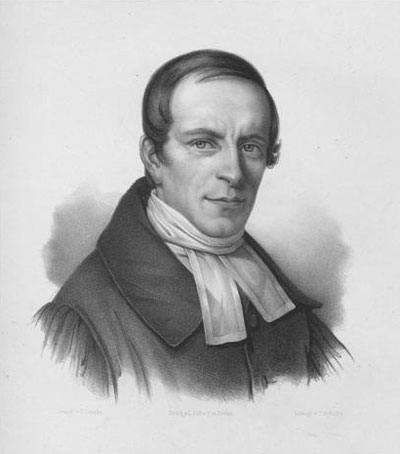
Theodor Kliefoth im Talar

Ostern 1840 verließ er Dresden und wurde am 3. Mai 1840 von seinem Vater als zweiter Geistlicher an der Stadtkirche in Ludwigslust ordiniert. Hier heiratete er in erster Ehe Agnes Walter, eine Tochter des Hofpredigers Carl Walter.
Kliefoths Predigten waren lebendig, konkret und wirkungsvoll; sie sorgten regelmäßig für eine gefüllte Kirche. Aus dieser Zeit wurden einige Bücher mit Predigten veröffentlicht.

### Berufung nach Schwerin

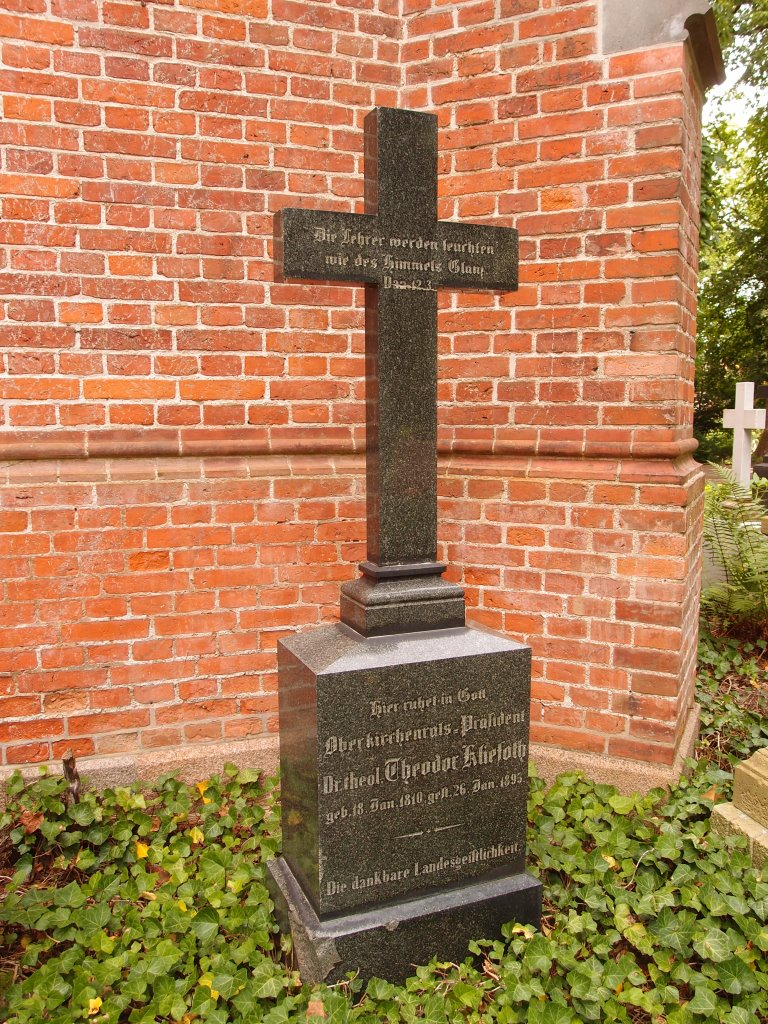
Grab von Theodor Kliefoth auf dem Alten Friedhof in Schwerin

Im Herbst 1844 wurde er von dem jetzt regierenden Großherzog Friedrich Franz II. gegen den Einspruch der Regierung zum Superintendenten der Diözese Schwerin und damit zum ersten Geistlichen des Landes Mecklenburg berufen. Er zog von Ludwigslust nach Schwerin, wo er die Stelle des Ersten Dompredigers einnahm. 1848 wurden Kirchenregierung und Landesregierung getrennt, 1850 nahm der Oberkirchenrat die Arbeit auf. In diesem war Kliefoth der Ideengeber, obwohl er erst 1886 als Oberkirchenratspräsident auch nach außen die Führung übernahm. Kliefoth trat energisch für die Rechte der Kirche gegen die Einmischung des Staates auf. 
Ein Denkmal seiner Gedanken zu Gottesdienst, Kirchenbau und sogar seiner Sicht der Kirchengeschichte (repräsentiert in den Kirchenfenstern) ist die neugotische Paulskirche in Schwerin, erbaut 1863–1869. Kliefoth war bei deren Bau mit dem Architekten und dem Ministerialrat von Wickede einer der drei Mitglieder der Kirchenbaukommission. Er war maßgeblich daran beteiligt, die Grundsätze festzuschreiben, nach denen in Deutschland und wohl auch darüber hinaus Kirchen gebaut wurden. Diese Grundsätze wurden in den lutherischen Konferenzen 1856 und 1861 als Eisenacher Regulativ thesenartig formuliert. 
Gemeinsam mit August Wilhelm Dieckhoff gab Kliefoth von 1860 bis 1864 in Schwerin die „Theologische Zeitschrift“ heraus. In seinem eigenen wissenschaftlichen Werk haben eine mehrbändige Geschichte des Gottesdienstes, historische Untersuchungen zu den Amtshandlungen und eine „Theorie des Kultus“ besonderes Gewicht. Die liturgischen Forschungen Kliefoths erreichten ihren Höhepunkt in dem vierbändigen Cantionale für die evangelisch-lutherischen Kirchen im Großherzogthum Mecklenburg-Schwerin (1868–1887). Dies war die erste bedeutende Gottesdienstordnung nach der Kirchenordnung von 1602 in Mecklenburg. Hier findet sich auch unter den Neuschöpfungen mittelalterlicher Hymnen Kliefoths Übersetzung des Passionshymnus Rex Christe, factor omnium, die in heutige Gesangbücher aufgenommen ist: „Christe, du Schöpfer aller Welt“ (EG 92). Kliefoths Entwurf sollte sich insgesamt als viel zu anspruchsvoll für die mecklenburgischen Dorfkirchen erweisen.
Am 1. Oktober 1894 ging er in den Ruhestand, nachdem er am 1. Mai 1893 das seltene 60. Dienstjubiläum gefeiert hatte.

## Werke
- Welchen Nutzen darf sich der Seelsorger aus dem Studium der Dogmengeschichte versprechen?. In: Kirchen- und Schulbibliothek für Mecklenburg 2 (1833), Heft 2, 33–120
- Über den heutigen Standpunkt der lutherischen Dogmatik. Eine dogmengeschichtliche Übersicht. In: Kirchen- und Schulbibliothek für Mecklenburg 2 (1833) Heft 3, 1–74
- Über die Presbyterien in der mecklenburgischen Landeskirche. In: Kirchen- und Schulbibliothek für Mecklenburg 3 (1834) Heft 3.
- Einleitung in die Dogmengeschichte. Hinstorff, Parchim/Ludwigslust 1839. (Digitalisat)
- Predigten. Sammlung 1+2 (2 Bände). Parchim/Ludwigslust 1841–1843.
- Theorie des Kultus der evangelischen Kirche. Hinstorff, Parchim/Ludwigslust 1844. (Digitalisat)
- Die ursprüngliche Gottesdienstordnung in den deutschen Kirchen lutherischen Bekenntnisses. Rostock 1847.
- Acht Bücher von der Kirche. Stiller, Schwerin/Rostock 1854. (Digitalisat)
- Kirchenordnung. Schwerin 1855.
- Der Schriftbeweis des J. Chr. K. v. Hofmann. Schwerin 1860. (Digitalisat)
- Der Prophet Sacharja, übersetzt und ausgelegt. Schwerin 1862.
- Was fordert Artikel 7 der Augsburgischen Konfession hinsichtlich des Kirchenregiments in der lutherischen Kirche?. In: Die allgemeine lutherische Konferenz in Hannover am 1. und 2. Juli 1868.
- Das Buch Daniel, übersetzt und erklärt. Schwerin 1868.
- Die Offenbarung des Johannes. 3 Bände. Dörffling & Franke, Leipzig 1874.
  - Band 1 (Digitalisat)
  - Band 2 (Digitalisat)
  - Band 3 (Digitalisat)
- Christliche Eschatologie. Dörffling & Franke, Leipzig 1886. (Digitalisat)

## Briefe
- Theodor Kliefoth an Dethloff Carl Hinstorff 17. Januar 1839[3]
- Theodor Kliefoth an Dethloff Carl Hinstorff 27. Februar 1839[4]
- Theodor Kliefoth an „Lieber Freund“ in Ludwigslust 30. Januar 1845[4]
- Theodor Kliefoth an Dethloff Carl Hinstorff 8. Januar 1847[4]
- Verwertungsvertrag zwischen Theodor Kliefoth und Dethloff Carl Hinstorff 5./9. Februar 1853[4]